# Vasilios Papadimitriou
Vasilios Papadimitriou (griechisch Βασίλιος Παπαδημητρίου; * 21. Mai 1948 in Thessaloniki) ist ein ehemaliger griechischer Leichtathlet, der sich auf den Hochsprung spezialisiert hat. Seinen größten Erfolg feierte er mit dem Gewinn der Bronzemedaille bei den Halleneuropameisterschaften 1973 in Rotterdam.

## Sportliche Laufbahn
Erste Erfahrungen bei internationalen Meisterschaften sammelte Vasilios Papadimitriou vermutlich im Jahr 1970, als er bei der Sommer-Universiade in Turin mit übersprungenen 2,09 m auf den zwölften Platz gelangte. Im Jahr darauf wurde er bei den Halleneuropameisterschaften in Sofia mit 2,05 m 15. und 1972 gewann er bei den Balkanspielen in Izmir mit 2,17 m die Goldmedaille. Zudem gelangte er bei den Olympischen Sommerspielen in München bis ins Finale und belegte dort mit 2,15 m den zwölften Platz. Im Jahr darauf gewann er bei den Halleneuropameisterschaften in Rotterdam mit 2,17 m die Bronzemedaille hinter dem Ungarn István Major und Jiří Palkovský aus der Tschechoslowakei. Im August verteidigte er bei den Balkanspielen in Athen mit 2,21 m seinen Titel. 1974 gelangte er bei den Halleneuropameisterschaften in Göteborg mit 2,05 m auf Rang 20 und gewann bei den Balkanspielen in Sofia mit 2,14 m die Bronzemedaille hinter dem Jugoslawen Danial Temim und Șerban Ioan aus Rumänien. Daraufhin schied er bei den Europameisterschaften in Rom mit 2,11 m in der Qualifikationsrunde aus. 1978 gewann er bei den Balkanspielen in Thessaloniki mit 2,17 m die Silbermedaille hinter dem Türken Ekrem Özdamar und anschließend verpasste er bei den Europameisterschaften in Prag mit 2,10 m den Finaleinzug. Daraufhin trat er nicht mehr international in Erscheinung.
In den Jahren 1970 und 1972 sowie 1973 und 1978 wurde Papadimitriou griechischer Meister im Hochsprung.